# Lista siturilor arheologice din județul Dâmbovița - Ș
Lista siturilor arheologice din județul Dâmbovița - Ș conține toate siturile arheologice din județul Dâmbovița înscrise în Repertoriul Arheologic Național (RAN) și aflate în localități al căror nume începe cu litera Ș. RAN este administrat de Ministerul Culturii și Patrimoniului Național și cuprinde date științifice, cartografice, topografice, imagini și planuri, precum și orice alte informații privitoare la zonele cu potențial arheologic, studiate sau nu, încă existente sau dispărute.
Puteți căuta un sit din localitățile care încep cu litera Ș folosind formularul de mai jos sau puteți naviga prin toate siturile din județ la Lista siturilor arheologice din județul Dâmbovița.
| Cod RAN                                  | Denumire                                                                                                | Localitate                | Adresă    | Datare                            | Descoperit | Coordonate | Imagine           | Erori            |
| ---------------------------------------- | --- | ------------------------- | --------- | --------------------------------- | ---------- | ---------- | ----------------- | ---------------- |
| 68896.01.01 (Cod LMI: DB-I-s-B-17133)    | Așezarea Tei de la Șelaru - "În Mlăci" / ansamblu anonim (Categorie: locuire civilă) (Tip: Așezare)     | sat Șelaru, comuna Șelaru | În Mlăci  | Tei                               |            |            | Încărcați imagine | Raportați eroare |
| 68896.02.01 (Cod LMI: DB-I-m-B-17134.02) | Situl arheologic de la Șelaru - "La Hotar" / ansamblu anonim (Categorie: locuire civilă) (Tip: Așezare) | sat Șelaru, comuna Șelaru | La Hotar  | geto-dacică sec. IV - III a. Chr. |            |            | Încărcați imagine | Raportați eroare |
| 68896.02.02 (Cod LMI: DB-I-m-B-17134.01) | Situl arheologic de la Șelaru - "La Hotar" / ansamblu anonim (Categorie: locuire civilă) (Tip: Așezare) | sat Șelaru, comuna Șelaru | La Hotar  | sec. IX - X                       |            |            | Încărcați imagine | Raportați eroare |
| 68896.03.01                              | Așezarea Dridu de la Șelaru- La Molizi / ansamblu anonim (Categorie: locuire) (Tip: Așezare)            | sat Șelaru, comuna Șelaru | La Molizi | Dridu sec. IX-X                   |            |            | Încărcați imagine | Raportați eroare |